# Flamínica
Flamínica era el nom que es donava a l'esposa del flamen dialis, el sacerdot que tenia el rang més alt. Molts rituals necessitaven l'acompanyament de la muller per poder realitzar-se correctament.
Al flamen se l'exigia de casar-se amb una verge segons els ritus del Confarreatio, ritual que també s'aplicava al flamen martialis i al flamen quirinalis, els tres flamines majores. El matrimoni era perpetu, i no es permetia el divorci. Si el flamen moria, l'esposa havia de dimitir i marxar a casa seva. Si tenia fills, l'ajudaven en les cerimònies, i si no, tenia els ajudants, anomenats camilli, que havien de tenir el pare i la mare vius.
La flamínica, igual que els flàmens, també vestia d'una manera especial. Portava una túnica de color vermell i els cabells pentinats en forma cònica i trenats amb una cinta de color porpra. Cobria el cap amb un vel vermell (flammeum) i una rica, un vel usat per les sacerdotesses. També portava una secespita, un ganivet per als sacrificis. Tenia algunes prohibicions rituals, com ara pujar una escala que tingués més de tres esgraons, segons es pot llegir en un text corrupte d'Aulus Gel·li, però sembla que era per evitar que se li veiessin els turmells. Quan assistia als Argei (uns dies assenyalats al calendari romà per dur a terme rituals sagrats) no es pentinava ni s'arreglava els cabells. A totes les nundines, havia de sacrificar un moltó a Júpiter. Segons Sext Pompeu Fest, també s'anomenava flamíniques unes sacerdotesses que assistien la flamínica principal en els seus deures.